# Stanisław Czepielik
Stanisław Czepielik (ur. 20 sierpnia 1943 w Zagorzynie k. Nowego Sącza, zm. 17 listopada 2011 w Krakowie) – generał brygady Wojska Polskiego.

## Życiorys
W latach 1957–1961 był uczniem I Liceum Ogólnokształcącego w Starym Sączu. W 1963 roku rozpoczął naukę w Oficerskiej Szkole Wojsk Obrony Przeciwlotniczej w Koszalinie. Trzy lata później został mianowany podporucznikiem i przydzielony do 84 pułku artylerii przeciwlotniczej w Brzegu na stanowisko dowódcy plutonu. W 1967 roku został przeniesiony do 66 pułku artylerii przeciwlotniczej we Wrocławiu Leśnicy, a od 1971 roku w Bolesławcu. W oddziale zajmował kolejno stanowiska: dowódcy plutonu, dowódcy baterii i szefa rozpoznania pułku. W latach 1973–1976 był słuchaczem Akademii Sztabu Generalnego w Rembertowie. Po ukończeniu studiów został wyznaczony na stanowisko szefa sztabu 66 pułku artylerii przeciwlotniczej. W 1978 roku objął dowództwo tego oddziału. Dwa lata później został szefem sztabu-zastępcą dowódcy 61 Brygady Artylerii Wojsk Obrony Przeciwlotniczej w Skwierzynie. W 1982 roku został dowódcą tego związku taktycznego. W 1986 roku ukończył Podyplomowe Studium Operacyjno-Strategiczne w Akademii Sztabu Generalnego. 2 lipca 1987 roku objął obowiązki na stanowisku zastępcy szefa Wojsk Obrony Przeciwlotniczej Pomorskiego Okręgu Wojskowego. 28 lutego 1989 roku został szefem tych wojsk. 1 lutego 1991 roku rozpoczął służbę na stanowisku komendanta–rektora Wyższej Szkoły Oficerskiej Wojsk Obrony Przeciwlotniczej w Koszalinie. W 1994 roku otrzymał stopień naukowy doktora. W lipcu 1996 roku został powołany na stanowisko szefa Wojsk Obrony Przeciwlotniczej w Sztabie Generalnym w Warszawie. 3 maja 1997 roku został awansowany na generała brygady. 17 maja 1997 roku został szefem Wojsk Obrony Przeciwlotniczej w Dowództwie Wojsk Lądowych. W 1999 roku na własną prośbę przeniesiony do rezerwy. Od czerwca 2000 roku był prezesem zarządu przedsiębiorstwa „Astra”.

## Ordery i odznaczenia
- Krzyż Kawalerski Orderu Odrodzenia Polski
- Złoty Krzyż Zasługi[2]

## Post mortem
Z inicjatywy Szefostwa Wojsk Obrony Przeciwlotniczej Wojsk Lądowych oraz koła nr 36 Związku Żołnierzy Wojska Polskiego, 24 czerwca 2013 r. na Centralnym Poligonie Sił Powietrznych w Ustce odbyły się uroczystości nadania nazwy jednemu z placów. Rada Gminy Postomino uchwałą nr XXXI/282/13 z 24 kwietnia 2013 roku nadała placowi, stanowiącemu część działki geodezyjnej w obrębie geodezyjnym Wicko Morskie nazwę „Plac imienia generała Stanisława Czepielika”.